# Jeepers Creepers 2 - Il canto del diavolo 2
Jeepers Creepers 2 - Il canto del diavolo 2 (Jeepers Creepers 2) è un film horror statunitense del 2003, diretto dal regista Victor Salva. È il sequel di Jeepers Creepers - Il canto del diavolo (2001).

## Trama
Billy, uno dei due figli di un fattore di nome Jack Taggart, viene rapito e ucciso dal Creeper, e suo padre decide di vendicarlo. L'agricoltore costruisce un arpione che piazza sul suo furgone e parte in caccia con il secondo figlio, Jack Taggart Junior. Si arriva così al ventitreesimo ed ultimo giorno prima che il mostro ritorni in letargo per altri ventitré anni; prima di assopirsi, però, esso vuole concedersi un ultimo, sostanzioso banchetto costituito da una comitiva di giovani e prestanti atleti e cheerleader di ritorno dalla vittoria ad un campionato di basket, che sta viaggiando a bordo di un pullman proprio sulla East 9, del tutto ignari del pericolo. Durante la giornata, il pullman rimane "accidentalmente" in panne per due volte: in entrambi i casi a causa di uno strano oggetto  d'osso affilato che ha squarciato gli pneumatici finché, nottetempo, i ragazzi rimangono definitivamente bloccati in mezzo al nulla e, come se non bastasse, sia l'autista che i loro allenatori scompaiono letteralmente nell'oscurità senza lasciare traccia. Ha così inizio per loro una lunga notte di terrore all'interno del pullman, durante la quale si ritrovano a dover resistere con ogni mezzo possibile all'assedio della creatura che, tuttavia, oltre ad essere dotata di forza e velocità sembra avere la capacità di rigenerare le parti del suo corpo danneggiate o amputate divorando quelle delle sue vittime mostrandosi, di fatto, immortale. La frustrazione, la paura e l'incertezza del gruppo sul da farsi e su chi tra loro sia più "allettante" per lo speciale fiuto del mostro, spinge i ragazzi ad azzuffarsi fra di loro, intensificando perciò il loro odore. Alla fine, dopo vari tentativi di chiamare i soccorsi, i sopravvissuti vengono raggiunti proprio da Jack Taggart, che ha finalmente l'occasione di vendicarsi. Dopo un'estenuante lotta e nonostante il mostro venga ripetutamente arpionato, percosso e mutilato dall'uomo, la salvezza arriva solo con l'alba, quando è costretto a tornare in letargo. Il film si conclude con un epilogo ambientato ventitré anni dopo: Jack Taggart, ormai anziano, ha esposto assieme a suo figlio Jack,  uomo adulto, nel suo fienile  quello che rimane del mostro (chiamandolo "pipistrello infernale") permettendo ai passanti di dargli un'occhiata a pagamento e aspettando, con il suo arpione puntato verso la creatura, tre giorni per il risveglio del Creeper.

## Sequel
Nel marzo 2006 venne annunciato il seguito intitolato Jeepers Creepers 3. Il 12 maggio 2009 una sceneggiatura per il film è stata finalizzata e la produzione è cominciata. Originariamente Salva voleva che il film fosse distribuito in formato direct-to-video, ma poi venne annunciato che il film avrebbe avuto una distribuzione nelle sale cinematografiche e anche in 3D. Il film è uscito il 26 settembre 2017 ed è tutt'ora inedito in Italia. Il terzo film è ambientato tra il primo e il secondo film.
- Jeepers Creepers 3 (2017)

## Curiosità
- La pellicola, filmata fra il 10 maggio ed il 9 agosto 2002, è costata 25.000.000 di dollari.
- Justin Long, che interpretava il protagonista Darry nel primo film, fa un cameo in questo film.
- Meat Loaf doveva avere il ruolo dell'autista del bus.
- Victor Salva stesso scrisse, nel primo film, la regola secondo cui il Creeper deve mangiare ogni ventitré anni per ventitré giorni, il che però comportava che il sequel si sarebbe dovuto svolgere nel futuro, ma il regista sapeva che i produttori non l'avrebbero concesso. Francis Ford Coppola ebbe un'idea: strutturare l'azione del film nei medesimi ventitré giorni narrati nel primo film, e per la precisione nel ventitreesimo giorno, al fine di evitare un terzo capitolo.
- Un titolo alternativo per il film era Like a Bat Out of Hell, ovvero "Come un pipistrello fuori dall'Inferno", che è anche il titolo di una canzone di Meat Loaf. Tale dicitura è visibile nelle ultime scene del film.